# 松尾吾策
松尾 吾策（まつお ごさく、1903年（明治36年）1月6日 - 1988年（昭和63年）6月16日）は、日本の政治家。元岐阜市長。父は元岐阜市長で貴族院議員であった松尾国松。

## 概要・略歴
- 岐阜県稲葉郡木田村（現・岐阜市）出身。
- 岐阜中学卒業。同級生には野田卯一（元衆議院代議士）、日比野恒次（元電通社長）らがいる。明治大学法学部中退。
- 1925年（大正14年）から内務省土木局土木課に勤め、1932年（昭和7年）に内務省在籍の扱いで岐阜県土木課に勤務する。
- 1950年（昭和25年）に岐阜県庁を辞め、1951年（昭和26年）から1954年（昭和29年）に岐阜市助役を務める。
- 1955年（昭和30年）2月27日、岐阜市長に就任。4期目の途中の1969年（昭和44年）8月に脳血栓を発病したため、1970年（昭和45年）8月6日に市長を辞職する。
- 岐阜市長の在任中の業績としては、赤字財政の再建、土木事業の振興があげられる。道路整備の一つとして、簡易舗装（タール舗装）の推進。金華橋、千鳥橋の開通がある。また、畜産センター、三田洞神仏温泉、長良川温泉を開業している。現在の岐阜市役所庁舎を建設する。
- 教育では岐阜市立岐阜商業高等学校の開設、岐阜薬科大学の移転がある。また、岐阜県立岐山高等学校の名付け親である。
- 在任中の昭和の大合併では、岐阜市周辺の村（日置江村、芥見村、合渡村、三輪村、網代村）を編入し、現在の岐阜市の原型となっている。
- 中国と国交の無い1962年（昭和37年）、中国杭州市に「日中不再戦」の揮毫を送る。この揮毫は抗州市の柳浪聞鶯公園に碑文となっている。
- 1970年（昭和45年）、岐阜市名誉市民となる[2]。
- 1980年（昭和55年）、岐阜日日新聞に「松尾吾策回顧録」を連載する。
- 1988年（昭和63年）、『ぎふ中部未来博』の開幕を目前にして逝去。

## その他
- 岐阜県立岐山高等学校の名づけ親であるが、松尾吾策回顧録によると、「岐山」は父親の松尾国松の号であるという（元々は織田信長が岐阜の名前をつける際の候補）。
- 1966年（昭和41年）、周囲の推薦もあり、岐阜県知事選挙立候補へ向けて準備を行なっていた。しかし、立候補直前で病気が見つかり立候補を取りやめたという。